# Berlins observatorium
Berlins observatorium (Berliner Sternwarte) var et stjerneobservatorium mellem Lindenstrasse og Friedrichstrasse i Berlin, som var i drift fra 1835 til 1913. Berømte astronomer som arbejdede her inkluderer Johann Franz Encke, Heinrich Louis d'Arrest, Friedrich Wilhelm Bessel og Johann Gottfried Galle. I 1846 blev planeten Neptun opdaget her. I 1913 blev det erstattet af det nye observatorium i Babelsberg.